# Harold Shipman
Harold Frederick Shipman (14 tháng 1 năm 1946 – 13 tháng 1 năm 2004) là bác sĩ người Anh và là một trong những kẻ sát nhân tàn bạo nhất lịch sử.
Ngày 13 tháng 1 năm 2000, thẩm phán kết tội Shipman là thủ phạm của 15 vụ giết người. Hắn bị kết án tù chung thân và thẩm phán yêu cầu vĩnh viễn giữ hắn trong tù.
Sau phiên xử, hồ sơ có tên The Shipman Inquiry, chủ toạ bởi thẩm phán Janet Smith, được bắt đầu điều tra vào ngày 1 tháng 9 năm 2000. Chỉ trong vòng 2 năm, việc điều tra góp phần xác định danh tính toàn bộ nạn nhân của Shipman. 80% họ là phụ nữ. Nạn nhân trẻ nhất là một người đàn ông 41 tuổi. Một phần lớn hệ thống pháp lý về sức khoẻ cộng đồng và dịch vụ y tế của Anh đã buộc phải xem xét lại và thay đổi vì vụ án của Shipman. Shipman cũng là bác sĩ người Anh duy nhất là người sát hại những bệnh nhân của mình.
Shipman qua đời ngày 13 tháng 1 năm 2004 sau khi treo cổ ở nhà tù Wakefield ở Tây Yorkshire, đúng 1 ngày trước ngày sinh nhật lần thứ 58 của mình.